# Bereichspaar- und Mittelwertzählung
Als Bereichspaar- und Mittelwertzählung wird ein spezielles zweiparametriges Zählverfahren innerhalb der Betriebsfestigkeit bezeichnet. 
Charakteristisch für das Verfahren ist die Umwandlung einer Beanspruchungs-Zeit-Folge in eine Folge klassierter Umkehrpunkte und die anschließende Zählung von positiven und negativen Flanken gleicher Größe als definiertes Schädigungs-Fundamentalereignis.
Da das Verfahren zweiparametrig ist erlaubt es eine eindeutige Rücktransformation von Mittelwerten und Amplituden.